# إيدسون ريفيرا
إيدسون ريفيرا (بالإسبانية: Edson Rivera)‏ هو لاعب كرة قدم مكسيكي في مركز الهجوم، ولد في 4 نوفمبر 1991 في غوادالاخارا في المكسيك. شارك مع منتخب المكسيك تحت 20 سنة لكرة القدم. أما مع النوادي، فقد لعب مع سانتوس لاغونا وسبورتينغ براغا ونادي أطلس.

## وصلات خارجية
- إيدسون ريفيرا على موقع الاتحاد الأوربي (الإنجليزية)
- إيدسون ريفيرا على موقع إي إس بي إن إف سي (الإنجليزية)
- إيدسون ريفيرا على موقع قاعدة بيانات كرة القدم.إي يو (الإنجليزية)
- إيدسون ريفيرا على موقع Soccerway.com (الإنجليزية)
- إيدسون ريفيرا على موقع AS.com (الإسبانية)